# Yeouido
Yeouido (여의도?, YeouidoLR, YŏŭidoMR) è un'isola sul fiume Han a Seul, in Corea del Sud. È ubicata al centro di Seul ed è il quartiere degli affari. I suoi 8,4 chilometri quadrati ospitano 31.000 persone. L'isola si trova nel distretto di Seul. Sull'isola si trova la Chiesa evangelica di Yoido, il 63 Building e la sede della Korea Exchange.

## Storia
Prima di divenire parte della capitale nazionale, Yeouido è stata utilizzata come pascolo per ovini e caprini. Yeouido rimase un banco di sabbia disabitato prima della costruzione del primo aeroporto di Seul, durante l'occupazione giapponese nel mese di aprile 1924.
L'aeroporto venne adibito a voli internazionali, nazionali e militari.
A quel tempo l'isola faceva parte della Goyang. Il ponte a sei corsie che la collega alla terraferma, Yeongdeungpo, è stato costruito nel 1970 per scavalcare il fiume Han, dietro impulso del Presidente Park Chung-hee. Yeouido-dong è stata costituita come entità separata nel 1971.
L'isola di Yeouido è anche detta la Wall Street della Corea del Sud.

## Trasporti
Anche se isolata per secoli, Yeouido ora è strettamente collegata alla rete di trasporto cittadino di Seul grazie alle linee 5 e 9.

## Parchi pubblici
In essa sono ubicati cinque parchi fra i quali si ricordano il Parco del fiume Han ed il Parco Yeouido. Quest'ultimo è stato costituito nel 1999 mediante il recupero di un appezzamento di terreno, noto come Yeouido Square, rimasto ricoperto dall'asfalto per 27 anni, ed è stato utilizzato per diversi grandi raduni pubblici.
Sulla riva del fiume Han, si trova un terminale per i traghetti.
Il termine Yeouido  è spesso usato dai coreani come unità di misura per descrivere uno spazio di dimensioni sconosciute. Nel Regno Unito, il size of Wales e negli Stati Uniti il Texas, sono utilizzati allo stesso modo.